# Каган, Бернхард
Бернхард Каган (15 августа 1866, Гродно — 27 ноября 1932, Берлин) — немецкий шахматист, меценат, шахматный журналист, издатель и шахматный деятель.
Родился в Гродно, жил в Берлине, где играл преимущественно в местных турнирах. Занимал высокие места — 7-е (1898), 7—9-е (1902), 6-е (1903), 2-е (разд.) (1923), 7—10-е (1925). Также делил 4-е в Ганновере (1902), 6—7-е в Остенде (1907), 10-е в Праге (1908).
В годы Первой мировой войны поддерживал интернированных в Германии русских шахматистов, в том числе Е. Боголюбова, П. Романовского, А. Селезнёва и других.
В период оживления шахматной жизни в Европе после Первой мировой войны был организатором нескольких международных турниров в Берлине в 1918—1920 годах. В сильнейшем из них, проходившем в Керкау-Палас с 28 сентября по 11 октября 1918 года, участвовали гроссмейстеры Эмануил Ласкер, Акиба Рубинштейн, Карл Шлехтер и Зигберт Тарраш. В 1921 году был организатором двух берлинских матчей А. Алехина, первых после эмиграции из Советской России, — с Тейхманом и Земишем. В том же 1921 году Каган издал на немецком языке книгу Александра фон Алехина о шахматной жизни в России.
Каган был автором ряда монографий, посвящённых шахматам (среди прочих о вундеркинде того времени С. Решевском Samuel Rzeschewski das Schachwunderkind, Berlin 1920). В 1917—1927 годах издавал Kagans Schachkatalog, в 1921—1932 годах был редактором ежеквартального (впоследствии ежемесячного) журнала Kagans Neueste Schachnachrichten. В приложении к журналу публиковались обзоры многих крупных шахматных турниров того времени.